# Lost Society
Lost Society ist eine finnische Thrash-Metal-Band aus Jyväskylä.

## Geschichte

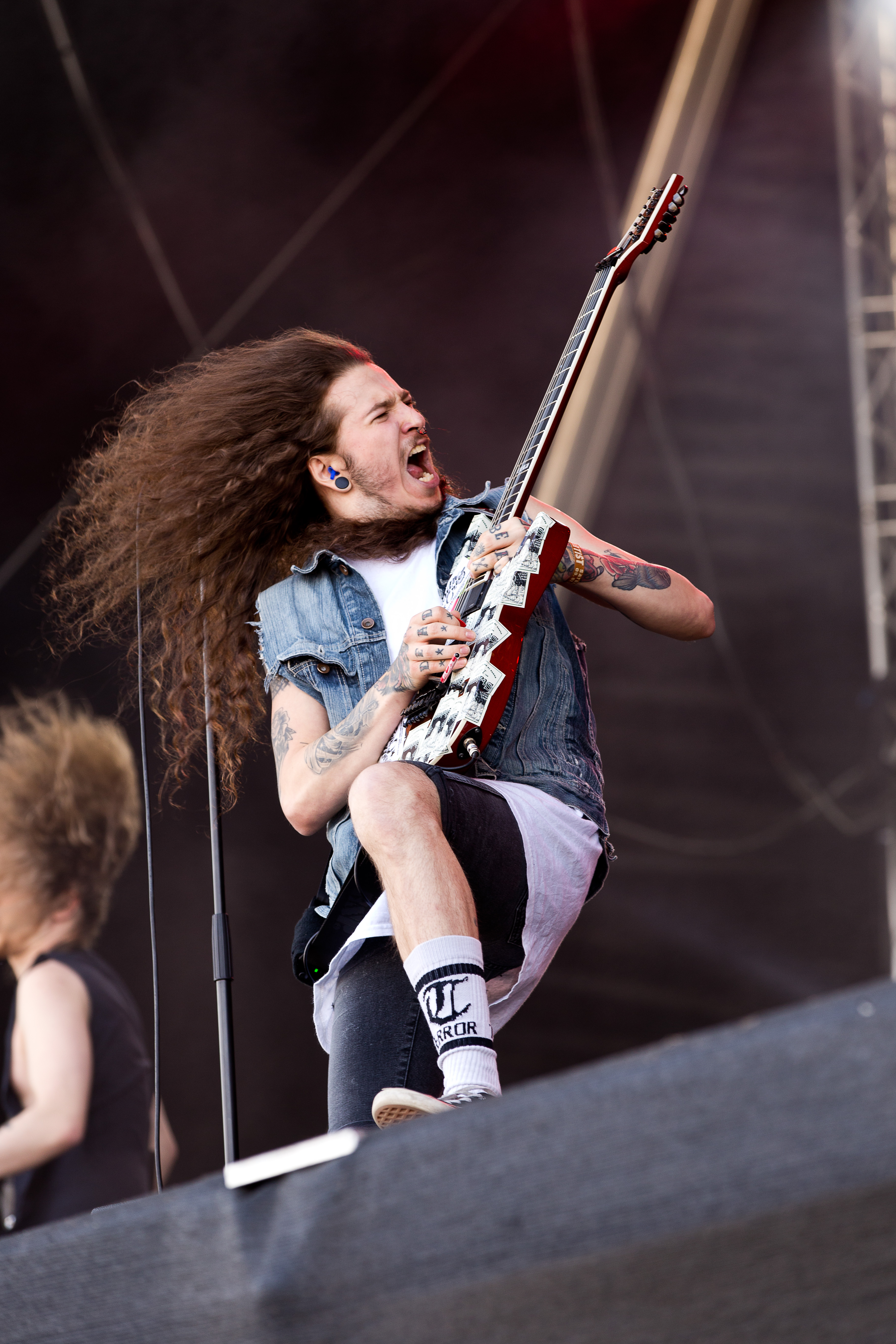
Sänger Samy Elbanna beim Rockharz Open Air 2016

Die Band wurde im Januar 2010 vom damals 14-jährigen Gitarristen Samy Elbanna gegründet. Der namentlich nicht bekannte erste Schlagzeuger verließ bereits nach einem halben Jahr die Band. Sein Nachfolger wurde Ossi Paananen. Komplettiert wurde die Band durch den Gitarristen Arttu Lesonen und den Bassisten Mirko Lehtinen, die aus Elbannas Freundeskreis stammen. Da Lost Society keinen geeigneten Sänger fanden übernahm Elbanna kurzerhand auch den Gesang.
Im August 2011 veröffentlichte die Band ihr selbst betiteltes Demo mit drei Liedern und spielte zahlreiche Konzerte. Ein Jahr später nahmen Lost Society am weltweiten Talentwettbewerb Global Battle of the Bands teil. Obwohl die Anmeldefrist verpasst wurde, durfte die Band an der Vorausscheidung in Jyväskylä teilnehmen, welche Lost Society gewannen. Nachdem die Band auch das finnische Finale gewann belegten Lost Society beim weltweiten Finale am 9. Dezember 2012 in London den dritten Platz. Das Demo belegte bei den Finnish Metal Awards 2012 Platz neun in der Kategorie Demo/Eigenproduktion des Jahres.
Zwischenzeitlich wurde die Band Ende Oktober 2012 vom deutschen Plattenlabel Nuclear Blast unter Vertrag genommen. Unter der Leitung des Produzenten Nino Laurenne wurde das Debütalbum Fast Loud Death in Helsinki aufgenommen. Die Veröffentlichung erfolgte am 15. März 2013. Das Album stieg auf Platz 25 der finnischen Albumcharts ein und wurde bei den Emma Awards in der Kategorie Metalalbum des Jahres nominiert. Der Preis ging jedoch an Children of Bodom für das Album Halo of Blood.
Im Januar 2014 spielte die Band ihre erste Europatournee im Vorprogramm der Suicidal Angels. Am 4. April 2014 wurde das zweite Studioalbum Terror Hungry veröffentlicht. Das Album wurde erneut von Nino Laurenne produziert.

## Stil
Lost Society spielten zunächst klassischen Thrash Metal der 1980er und frühen 1990er Jahre. Samy Elbanna zählte in einem Interview die Bands Anthrax, Pantera und Municipal Waste zu den größten Einflüssen der Musiker. Auch Megadeth wird als Einfluss genannt. Über die Jahre wandelte die Band jedoch ihren Stil und wandte sich modernem Groove Metal zu. Doch auch dieser Stilwechsel kam an: Annika Eichstädt vom deutschen Metal Hammer lobte das 2022er-Album If the Sky Came Down für den Einsatz von Turntable-Scratches und Streichern und hob hervor, dass das Genre nicht wichtig sei, solange die Musik überzeuge. Sie vergab 5,5 von 7 möglichen Punkten. Auch Dominik Rothe von metal.de vergab 8 von 10 Punkten für die für eine ehemalige Thrash-Truppe unkonventionelle Platte.

## Diskografie

### Studioalben
- 2013: Fast Loud Death
- 2014: Terror Hungry
- 2016: Braindead
- 2020: No Absolution
- 2022: If the Sky Came Down

### Sonstige
- 2011: Lost Society (Demo)
- 2012: Trash All Over You (Demo)
- 2016: Words of Evil / Braindead (Split-Downloadsingle mit Kadavar)

## Belege
1. 1 2 3  Ronnie Pape: Youth Gone Wild!. In: Blast!, Ausgabe 101, Seite 8.
2. ↑  FINNISH METAL AWARDS: Winners Announced. Blabbermouth.net, abgerufen am 22. Februar 2013 (englisch).
3. ↑  LOST SOCIETY Signs With NUCLEAR BLAST RECORDS. Blabbermouth.net, abgerufen am 17. Februar 2013 (englisch).
4. ↑  CHILDREN OF BODOM Wins EMMA Award For 'Metal Album Of The Year'. Blabbermouth.net, abgerufen am 14. März 2014 (englisch).
5. ↑  Reinhold Reither: Interview: Sammy Elbanna (Lost Society, 9. März 2012). Stormbringer.at, abgerufen am 10. März 2013.
6. ↑  Annika Eichstädt: Lost Society – If The Sky Came Down. In: Metal Hammer. 30. September 2022, abgerufen am 27. November 2023.
7. ↑  Dominik Rothe: Lost Society – If The Sky Came Down. In: metal.de. 29. September 2022, abgerufen am 27. November 2023.
8. ↑  Lost Society in den finnischen Charts. Finnishcharts.com, abgerufen am 21. Februar 2016.